# Jan de Rooy (auteur)
Jan de Rooy (Breda, 1949) is een Nederlands schrijver.
Naast boeken, schreef hij artikelen in onder meer Maatstaf, Tirade en Hollands Maandblad. In de jaren negentig presenteerde hij iedere laatste zondag van de maand in Theater Branoul te Den Haag een literair programma.

### Boeken
- Nachtvlinders (De Prom, 1983)[3]
- Bouillabaisse (De Prom,1986)
- Leda Styx (De Prom,1994)[4]
- Het Spaanse Goud (novelle, Nioba, België)

### Verhalenbundels
- Brandzalf (De Prom,1984)[5]
- Kus mijn schoenen (De Prom)[6]
- Hoed je voor petten (De Prom)
- Granaatappels (De Prom)
- Arme Tak (Aspekt)
- Prins Hendrik (Aspekt)[7][8]

Daarnaast schreef de Rooy een toneelstuk, Het gelaarsde lijk (Nioba, België), en een kinderboek Kleine Oma (UP2).
- Digitale Bibliotheek voor de Nederlandse Letteren: rooy002
- International Standard Name Identifier: 0000 0000 3849 4860
- Library of Congress Control Number: n98007887
- Nederlandse Thesaurus van Auteursnamen: 070593051
- Système universitaire de documentation: 143814923
- Virtual International Authority File: 46071842